# TAF6
TAF6‏ (TATA-box binding protein associated factor 6) هوَ بروتين يُشَفر بواسطة جين TAF6 في الإنسان.